# Jonás Acevedo
Héctor Jonás Acevedo (Concarán, 6 febbraio 1997) è un calciatore argentino, centrocampista dell'Instituto (C).

## Caratteristiche tecniche
È un esterno sinistro.

## Carriera
Cresciuto nel settore giovanile del San Lorenzo, debutta in prima squadra il 18 novembre 2017 in occasione dell'incontro di Primera División vinto 3-1 contro il San Martín (SJ).

## Statistiche

### Presenze e reti nei club
Statistiche aggiornate al 31 luglio 2021.
| Stagione        | Squadra         | Campionato      | Campionato | Campionato | Coppe nazionali | Coppe nazionali | Coppe nazionali | Coppe continentali | Coppe continentali | Coppe continentali | Altre coppe | Altre coppe | Altre coppe | Totale | Totale |
| Stagione        | Squadra         | Comp            | Pres       | Reti       | Comp            | Pres            | Reti            | Comp               | Pres               | Reti               | Comp        | Pres        | Reti        | Pres   | Reti   |
| --------------- | --------------- | --------------- | ---------- | ---------- | --------------- | --------------- | --------------- | ------------------ | ------------------ | ------------------ | ----------- | ----------- | ----------- | ------ | ------ |
| 2017-2018       | San Lorenzo     | PD              | 2          | 0          | CA              | 0               | 0               |                    | -                  | -                  |             | -           | -           | 2      | 0      |
| 2018-2019       | San Lorenzo     | PD              | 0          | 0          | CA              | 0               | 0               |                    | -                  | -                  |             | -           | -           | 0      | 0      |
| 2019-2020       | Santamarina     | PN              | 14         | 0          | CA              | 0               | 0               |                    | -                  | -                  |             | -           | -           | 14     | 0      |
| 2020            | Quilmes         | PN              | 5          | 1          |                 | -               | -               |                    | -                  | -                  |             | -           | -           | 5      | 1      |
| 2021            | Quilmes         | PN              | 12         | 3          |                 | -               | -               |                    | -                  | -                  |             | -           | -           | 12     | 3      |
| 2021            | Huracán         | PD              | 13         | 1          | CA+CdL          | 0               | 0               |                    | -                  | -                  |             | -           | -           | 13     | 1      |
| Totale carriera | Totale carriera | Totale carriera | 46         | 5          |                 | 0               | 0               |                    | -                  | -                  |             | -           | -           | 46     | 5      |

## Palmarès

### Club

#### Competizioni nazionali
- Copa Argentina: 1

Patronato: 2022